# Pete Hegseth
Peter Brian Hegseth (/ˈhɛɡsɛθ/; Minneapolis, Minnesota, 1980. június 6. –) amerikai író, televíziós műsorvezető és katona, aki 2025 óta az Egyesült Államok 29. védelmi minisztere, Donald Trump második kormánya alatt.
Azt követően, hogy elvégezte tanulmányait a Princetoni Egyetemen, a Bear Stearns cég elemzőjeként kezdett el dolgozni. 2003 és 2014, majd 2019 és 2021 között a tartalékos Hadsereg Nemzeti Gárdában szolgált, őrnagy lett. 2005-ben bronz csillagot kapott iraki szolgálatáért. 2014-ben önkéntesen Afganisztánba utazott, hogy kiképezze az afgán védelmi erőket. Katonasága befejezte után aktív lett a republikánus politikában, a Vets for Freedom és a Concerned Veterans for America szervezetek igazgatója lett, amelyek éléről később lemondatták pénzügyi csalás és szexuális zaklatási vádak miatt. 2014-től a Fox News politikai szakértője volt, és a Fox & Friends hétvégi házigazdája 2017 és 2024 között.
2016-ben Donald Trump elnöki kampányának egyik nagy támogatója volt, első elnöksége közben néha tanácsadója volt. Hegseth javaslatára Trump elnöki kegyelmet adott három katonának, akiket háborús bűncselekményekkel vádoltak 2019-ben. Az első Trump-kormányban szóba esett, mint lehetséges veteránügyi miniszter, de David Shulkint választották helyette. Azt követően, hogy Trump bejelentette, hogy Hegseth-et nevezi védelmi miniszterének, több szexuális zaklatási, pénzügyi csalási vád és alkoholizmusa is napvilágra került, amely megnehezítette jóváhagyását, bár az egyetlen bizonyíték erre a nő rendőrségnek tett vallomása. Konzervatív nézetekkel rendelkezik, keresztény nacionalista. Több könyvet is írt, mint az American Crusade (2020) és a The War on Warriors (2024)
Újraválasztása után Donald Trump jelölte a védelmi miniszteri pozícióra, a Szenátus 51–50-es arányban fogadta el jelölését, három republikánus is ellene szavazott, az alelnök szavazatára volt szüksége, mindössze a második kabinet-jelöltként az ország történetében. Az első minnesotai, és a második legfiatalabb személy, aki betöltötte a posztot, Donald Rumsfeld után. Beiktatása után 2025 márciusában véletlenül megosztott bizalmas háborús terveket egy újságíróval a Signal üzenőfelületen.